# Drăgoești (okręg Jałomica)
Drăgoești – wieś w Rumunii, w okręgu Jałomica, w gminie Drăgoești. W 2011 roku liczyła 896 mieszkańców.